# Giulia Occhipinti
Giulia Occhipinti (Ragusa, 30 novembre 1988) è una cestista italiana.
Ala di 181 cm, è stata campionessa d'Italia di pallacanestro 3x3 nel 2017.